# Brytyjskie Wyspy Dziewicze na Mistrzostwach Świata w Lekkoatletyce 2017
Brytyjskie Wyspy Dziewicze na Mistrzostwach Świata w Lekkoatletyce 2017 – reprezentacja Brytyjskich Wysp Dziewiczych podczas Mistrzostw Świata w Londynie liczyła 3 zawodników, którzy nie zdobyli żadnego medalu.

## Rezultaty
Mężczyźni
| Zawodnik       | Konkurencja                | Eliminacje | Eliminacje | Półfinał | Półfinał | Finał    | Finał   |
| Zawodnik       | Konkurencja                | Rezultat   | Pozycja    | Rezultat | Pozycja  | Rezultat | Pozycja |
| -------------- | -------------------------- | ---------- | ---------- | -------- | -------- | -------- | ------- |
| Kyron McMaster | Bieg na 400 m przez płotki | DQ         | DQ         | NQ       | NQ       | NQ       | NQ      |

Kobiety
| Zawodniczka  | Konkurencja        | Eliminacje | Eliminacje | Półfinał | Półfinał | Finał    | Finał   |
| Zawodniczka  | Konkurencja        | Rezultat   | Pozycja    | Rezultat | Pozycja  | Rezultat | Pozycja |
| ------------ | ------------------ | ---------- | ---------- | -------- | -------- | -------- | ------- |
| Ashley Kelly | Bieg na 400 metrów | 52,70      | 37. Q      | 54,50    | 24.      | NQ       | NQ      |

| Zawodniczka    | Konkurencja | Kwalifikacje | Kwalifikacje | Finał | Finał   |
| Zawodniczka    | Konkurencja | Wynik        | Pozycja      | Wynik | Pozycja |
| -------------- | ----------- | ------------ | ------------ | ----- | ------- |
| Chantel Malone | skok w dal  | 6,52         | 7. q         | 6,57  | 7.      |